# L'orlo della Fondazione
L'orlo della Fondazione (Foundation's Edge) è un romanzo fantascientifico del 1982 di Isaac Asimov, facente parte del Ciclo delle Fondazioni. È il quarto libro del ciclo ed è stato scritto trent'anni dopo la trilogia originaria, sulla spinta dei lettori e, come ammesso da Asimov stesso, della somma offerta in pagamento dall'editore; nell'arco della narrazione si colloca invece come sesto dei sette libri (successivamente scrisse infatti due prequel e un seguito). È stato il suo primo libro a divenire un best seller, dopo quarantaquattro anni di scrittura e 262 libri. Al suo esordio, L'orlo della Fondazione ebbe tanto successo che per venticinque settimane rimase nell'elenco dei libri di fantascienza più venduti del New York Times.
Nel 1983 ricevette sia il premio Hugo sia il premio Locus come miglior romanzo.

## Trama
Sono passati circa cinquecento anni (esattamente 498) dall'inizio del Piano Seldon, e un terzo della galassia è ormai sotto il controllo diretto della Fondazione. Il piano sembra procedere perfettamente, e l'ultima apparizione olografica di Hari Seldon sostanzialmente conferma l'operato del sindaco Harla Branno, che viene da questo notevolmente rafforzata. Un consigliere, Golan Trevize, inizia però ad avere dei sospetti sul funzionamento del Piano, e matura la convinzione che la Seconda Fondazione non sia in realtà scomparsa, ma continui a controllare il corso degli eventi. Ne parla quindi con un altro consigliere, Munn Li Compor, che però lo tradisce e racconta la cosa al sindaco. Durante una seduta del consiglio Trevize attacca le politiche della Branno, ma lei lo fa arrestare per tradimento, sfruttando la popolarità dovuta all'apparizione di Seldon, e lo manda in esilio, sperando che cerchi la Seconda Fondazione. Come copertura, lo fa accompagnare da Janov Pelorat, un professore di storia antica, che è alla ricerca della Terra, il pianeta su cui si è sviluppata l'umanità e la cui ubicazione è ormai sconosciuta. Per poterlo controllare meglio, e per altri motivi che saranno più chiari successivamente, lo fa seguire da Compor.
Nel frattempo, su Trantor, il giovane ma promettente Oratore della Seconda Fondazione Stor Gendibal scopre qualcosa di strano nel funzionamento del Piano Seldon, il cui corretto svolgimento è compito della Seconda Fondazione assicurare: funziona "troppo" bene. Gendibal suppone quindi che ci sia qualcun altro, più potente della Seconda Fondazione, che stia agendo, e ne parla con il Primo Oratore, il quale si convince della bontà della sua intuizione. Si domanda inoltre perché Trevize sia stato esiliato da Terminus, e pensa che possa essere stato mandato alla ricerca della Seconda Fondazione.
Poco dopo, mentre corre all'aperto prima di una riunione della Tavola (il consiglio degli Oratori della Seconda Fondazione), Gendibal viene fermato da alcuni contadini hamiani (cioè di Trantor; da Hame, come viene ridenominato il pianeta dagli attuali abitanti, dopo la caduta dell'Impero Galattico); nonostante Gendibal possa facilmente controllare le loro menti, le regole glielo impediscono, e si salva grazie all'intervento di una donna Hamiana, Sura Novi, che ferma e rimprovera gli uomini.
Raggiunta la Tavola, Gendibal accusa gli altri oratori sostenendo che è uno di loro ad aver causato l'incidente, con lo scopo di non farlo arrivare alla riunione della Tavola. Sulla spinta dell'oratrice opportunista Delora Delarmi, la Tavola mette sotto accusa Gendibal e decide di processarlo.
Trevize e Pelorat, "esiliati" su un'astronave tecnologicamente all'avanguardia, iniziano a parlare dell'interesse di Pelorat per la Terra e le sue leggende. Inizialmente indifferente e dubbioso, Trevize inizia ad interessarsi alla Terra quando suppone che l'espressione di Seldon "all'altro capo della galassia" (che indicherebbe la posizione della Seconda Fondazione) possa riferirsi alla Terra, essendo questo il primo mondo abitato dall'uomo, confrontato con Terminus, che all'epoca di Seldon era il mondo colonizzato più di recente. Decide quindi di andare, invece che a Trantor a studiare la biblioteca, sul pianeta di Sayshell per seguire una delle ipotesi portate da Pelorat.
Finalmente, dopo vari giorni di attesa, la Tavola della Seconda fondazione dà il via al processo contro Gendibal. Nonostante il solo, debole, supporto del Primo oratore, e l'opposizione di tutta la Tavola, capeggiata dalla Delarmi, Gendibal riesce ad allontanare da sé le accuse grazie alla donna hamiana che lo aveva aiutato. Fa notare infatti alla Tavola una piccolissima alterazione della mente di lei, che non può essere causata da un membro della Seconda Fondazione, ma solo da qualcuno di più potente, e avverte che questi "anti-muli" (come li definisce il Primo Oratore, in quanto a differenza del Mulo si impegnano per la riuscita del piano, non per distruggerlo) potrebbero essere in grado di controllare la stessa Seconda Fondazione. Rende noto inoltre che Trevize ha percorso mezza galassia in meno di mezz'ora, ed è quindi dotato di un'astronave tecnologicamente molto avanzata, e che non si sta dirigendo verso Trantor, come previsto, ma verso Sayshell, per motivi ignoti. Sia Gendibal che il Primo Oratore cercano di far comprendere alla Tavola che potrebbe rimanere ben poco tempo per agire.
L'accusa viene ritirata, ma la Delarmi riesce a fare in modo che Gendibal e la hamiana vengano mandati alla ricerca di Trevize e ad indagare sugli scopi degli "anti-muli". Gendibal accetta, anche se malvolentieri, ed il Primo Oratore annuncia che, se ritornerà, diventerà il nuovo Primo Oratore.
Trevize e Pelorat atterrano su Sayshell e vanno in un ufficio turistico per informarsi a proposito delle università locali. Vengono raggiunti da Compor, che gli spiega che è stato mandato a seguirli dalla Branno, e cerca di fare la pace, ma Trevize non ne ha alcuna intenzione; prima di lasciarli, parla di una storia secondo cui la Terra si troverebbe nel settore di Sirio, e sarebbe diventata radioattiva. Trevize si convince del fatto che Compor sia un agente della Seconda Fondazione.
Su Sayshell Trevize e Pelorat incontrano il professor Quinsentz, da cui ottengono le coordinate di Gaia, un misterioso pianeta che pare si trovi vicino a Sayshell, e che sospettano possa essere la Terra. Una volta raggiunto il pianeta, si scopre che si tratta di un pianeta vivente, dove tutte le cose, sia animate sia inanimate, sono come le cellule di un unico organismo, formando una coscienza collettiva. Il pianeta è abitato anche da umani, e Pelorat si innamora di una donna di nome Bliss.
Dopo essere salito sulla nave di Compor, Gendibal è raggiunto da un'astronave da guerra della Prima Fondazione, comandata dal sindaco Branno. La nave è protetta da uno schermo mentale, ma Gendibal, pur con fatica, riesce a penetrarlo; a quel punto, la hamiana si rivela come un abitante di Gaia, e va in aiuto di Gendibal, raggiungendo una situazione di stallo.
Bliss annuncia a Trevize che il motivo per cui è giunto fin lì è perché Gaia l'ha chiamato a decidere sul futuro dell'intera galassia, ed è uno dei pochi a poterlo fare, grazie alla sua capacità di intuire qual è la decisione giusta. Il compito di Trevize è scegliere fra una galassia dominata con la forza dalla Prima Fondazione (rappresentata dal sindaco Branno), controllata mentalmente dalla Seconda Fondazione (rappresentata dall'Oratore Gendibal), oppure scegliere la formazione di Galaxia, una galassia vivente analoga a Gaia. Dopo qualche riflessione, e dopo aver parlato con queste persone, pone fine alla situazione di stallo e sceglie Galaxia. Gaia quindi fa in modo che la Branno e Gendibal tornino sui loro pianeti, facendogli dimenticare l'accaduto e credere di aver ottenuto alcune piccole vittorie, convinti della non esistenza di Gaia.
Trevize è però preoccupato, perché non è sicuro di aver fatto la scelta giusta, né sa perché ha fatto quella scelta, se non per il fatto che è l'unica che gli dà il tempo di poterci ripensare, e che non ha effetti immediati. È convinto che la Terra abbia qualcosa a che fare con la vicenda.

## Edizioni
- Isaac Asimov, Foundation's Edge, 1982.
- Isaac Asimov, L'orlo della Fondazione, traduzione di Laura Serra, collana Oscar fantascienza n° 1848, Arnoldo Mondadori Editore, 1985,  p. 417.